# 2112 (canción)
"2112" es una extensa canción de la banda de rock canadiense Rush publicada en 1976 en el álbum del mismo nombre. La obertura y la primera sección, Temples of Syrinx, fueron editadas como sencillo.
El sonido de "ciencia ficción" al comienzo de la canción fue creado usando un sintetizador ARP Odyssey y una cinta de retardo Echoplex. En el episodio "2112 / Moving Pictures" de la serie de documentales Classic Albums, el productor Terry Brown explicaba que esta introducción está compuesta por varias partes interpretadas por Hugh Syme que luego fueron puestas juntas en un collage.
A partir de 1997, cuando cualquiera de las partes de la canción se interpretaba en vivo, era traspuesta un tono más abajo (a Re mayor), como se escucha en cada álbum en vivo y DVD desde Different Stages en adelante.
La duración combinada de todos los movimientos es de 20'33", siendo la canción más larga de todo el repertorio de Rush.

## Partes
| Parte | Título                | Inicio (*)   | Duración (*) |
| ----- | --------------------- | ------------ | ------------ |
| I     | Overture              | 0:00         | 4:33         |
| II    | The Temples of Syrinx | 4:33         | 2:12         |
| III   | Discovery             | 6:45         | 3:29         |
| IV    | Presentation          | 10:14        | 3:42         |
| V     | Oracle: The Dream     | 13:56        | 2:00         |
| VI    | Soliloquy             | 15:56        | 2:21         |
| VII   | Grand Finale          | 18:17        | 2:14         |
|       |                       | Tiempo total | 20:33        |

- (*) Los tiempos de inicio y duración son aproximados